# Trichoniscoides calcaris
Trichoniscoides calcaris är en kräftdjursart som beskrevs av Cruz och Henri Dalens 1990A. Trichoniscoides calcaris ingår i släktet Trichoniscoides och familjen Trichoniscidae. Inga underarter finns listade i Catalogue of Life.